# Площі Сум
У обласному центрі України місті Сумах відносно небагато офіційних площ — загалом 8 (для порівняння у райцентрі тієї ж Сумської області місті Ромнах, яке понад у 6 разів за чисельністю населення, є меншим за Суми — 5). 
Декілька з сумських майданів є історичними, декілька — утворились вже по Другій світовій війні, і їх поява була пов'язана, в першу чергу, зі зведенням монументальних споруд адміністративного і громадського призначення. Найдавнішим і фактично єдиним майданом, що зберігся від часів формування міста як такого, є Покровська площа, тоді як решта, зокрема, традиційні майдани-торговиці були видозмінені й перебудовані (забудовані) як до, так і впродовж ХХ століття. Площі, які існували перед або навколо сумських історичних святинь (Спасо-Преображенський, Свято-Воскресенський і Троїцький собори) також перестали бути площами, зокрема 2 останні з причин радянської забудови, яка докорінно змінила об'ємно-просторову композицію ділянок біля храмів. 
На статус центрального в сучасних Сумах «претендують» відразу 2 майдани, які розташовані по обидва кінці центральної пішохідної вулиці — Соборної. Це майдан Незалежності, який є майже цілком непроїжджим, і на якому розташовані головні адмінбудівлі облцентру — приміщення Обласних ради і держадміністрації та міськради, через що адміністративним центром облцентру вважається саме він, а також історична Покровська площа (донедавна Червона), яка, крім місця розташування храмів (нині неіснуючих), нині є справжнім транспортним і культурним осереддям Сум. 
Перелік площ Сум
| Назва            | Мапа                      | Координати                                                              | Розташування, короткі історичні відомості | Зображення                                 |
| Горького         | Площа Горького, мапа      | 50°55′05″ пн. ш. 34°47′54″ сх. д. / 50.91797° пн. ш. 34.798379° сх. д.  | Розташована посередині вулиці Горького, біля її перехрестя з вулицями Холодногірською та Новомістенською. | Площа Горького в Сумах, жовтень 2009 року  |
| Кощія Михайла    | Площа Кощія, мапа         | 50°54′06″ пн. ш. 34°51′10″ сх. д. / 50.901801° пн. ш. 34.852881° сх. д. | Розташована між Замостянською вулицею з мостом через зілізничні колії та вулицею Михайла Кощія в історичній місцевості Василівка. На площі розташоване Парфіровське кладовище. |                                            |
| Незалежності     | Майдан Незалежності, мапа | 50°54′43″ пн. ш. 34°48′09″ сх. д. / 50.912044° пн. ш. 34.802606° сх. д. | Центральний міський майдан (адміністративний центр Сум). Розташований між центральною пішохідною вулицею Соборною і набережною Стрілки. Центральна (адміністративна) частина майдану є закритою для транспорту. Виникла після ІІ Світової війни, разом зі зведенням монументальної споруди будівлі теперішніх обласних ради і держадміністрації. Сучасну назву дістала після здобуття Україною Незалежності (1991).                   | Площа Незалежності, серпень 2007           |
| Покровська площа | Покровська площа, мапа    | 50°54′27″ пн. ш. 34°47′50″ сх. д. / 50.907593° пн. ш. 34.797328° сх. д. | Розташована у просторі між вулицями Соборною та Петропавлівською, а також перехрестям вулиць Героїв Сталінграда та Харківською. Історична площа, що дістала назву на честь Покровського храму. За СРСР і аж до 2009 року мала назву Червона площа, допоки майдану не повернули історичну назву. |                                            |
| Привокзальна     | Привокзальна площа, мапа  | 50°55′35″ пн. ш. 34°48′31″ сх. д. / 50.926485° пн. ш. 34.808604° сх. д. | Розташована перед вокзалом залізничної станції «Суми», між вулицею Привокзальною та проспектом Шевченка. |                                            |
| Пришибська       | Пришибська площа, мапа    | 50°53′24″ пн. ш. 34°48′28″ сх. д. / 50.890088° пн. ш. 34.807874° сх. д. | Є осереддям історичної місцевості Сум Пришиб, на честь якої дістала назву. Розташована між вулицями Войкова і Артема. |                                            |
| Свердлова        | Площа Свердлова, мапа     | 50°55′03″ пн. ш. 34°49′02″ сх. д. / 50.917462° пн. ш. 34.817251° сх. д. | Являє собою майданчик по вулиці Троїцькій (колишня — Дзержинського) в районі Троїцького собору. | Троїцький собор в Сумах, жовтень 2009 року |
| Театральна       | Театральна площа, мапа    | 50°54′20″ пн. ш. 34°47′54″ сх. д. / 50.905536° пн. ш. 34.798347° сх. д. | Розташована між вулицями Гагаріна та Кірова, поруч із Покровською площею. Є пішоходною. Фактично це майданчик, вкритий плитами, перед будівлею Сумського обласного театру драми та музичної комедії імені М. С. Щепкіна (будинок № 1). Близькість до Покровської площі зумовила те, що подеколи окремі будівлі відносять одразу до обох площ. Виникнення площі, однозначно, пов'язане з будівництвом приміщення облдрамтеатру (1980). |                                            |